# Ponce
Velika Ponca (2602 m) in Mala Martuljška Ponca (2502 m) sta tudi vrhova v Martuljških gorah
Ponce so gorska veriga v slovenskih Julijskih Alpah, ki poteka po državni meji z Italijo. Na vzhodu se spuščajo v dolino Planice in Tamarja, na zahodni strani pa v Mangartsko dolino oziroma dolino Belopeških jezer. Pogorje tvorijo vrhovi od juga proti severu:
- 2242 m, Zadnja Ponca
- 2228 m, Srednja Ponca
- 2274 m, Visoka Ponca
- 1925 m, Mala (Rateška) Ponca - ni označene poti